# هدف‌گیری (سیاست)
بعد از آنکه مشخص کردید، که برای پیروزی به چه تعداد رأی نیاز دارید، و در نتیجه چه تعداد رأی‌دهنده را باید جهت حمایت از نامزد انتخاباتی‌تان متقاعد سازید، باید تشخیص دهید که چه چیز سبب می‌گردد تا این رای‌دهندگان متفاوت از رای‌دهندگانی باشند که از نامزد انتخاباتی شما حمایت نخواهند کرد. این روند را «هدف‌گیری رای‌دهندگان» یا صرف «هدف‌گیری» می‌نامند. هدف از هدف‌گیری این است که تعیین کنید که کدام زیر مجموعه‌های از جمعیت رای‌دهنده به احتمال قوی به نامزد انتخاباتی شما علاقه‌مند می‌باشند تا تلاش‌های مبارزاتی تان را بر این گروه‌های از رای‌دهنده، تمرکز کنید.
شما به خاطر خواهید آورد زمانی‌که روی «گام نخست: تحقیق،» کار می‌کردید، از شما خواسته شد بود تا رای‌دهندگان را به گروه‌های قابل اداره تقسیم‌بندی کنید. زمانی‌که رای‌دهندگان خاصی را هدف قرار می‌دهید، از این معلومات استفاده خواهید کرد.

## چرایی
هدف‌گیری بنابر دو دلیل مهم است. نخست، شما می‌خواهید منابع مبارزاتی گرانبهای وقت، پول و مردم را نگهداری کنید، و دوم شما می‌خواهید پیامی را ایجاد کنید که رای‌دهندگانی را که هنوز باید آن‌ها را به رأی دادن به شما متقاعد سازید، بهتر متقاعد سازد.

## صرفه‌جویی در منابع مبارزاتی
در صورتی‌که برگه تبلیغاتی برای هر شخص در بخش انتخاباتی تهیه کنید و سعی نمایید با هر رای‌دهنده در این بخش دست دهید، شما در واقع پول و وقت زیادی را روی افرادی صرف و ضایع کردید که برای شما رأی نخواهند داد فرق نمی‌کند که شما چه می‌گویید یا انجام می‌دهید.
از سوی دیگر، اگر بتوانید گروه کوچک‌تر ولی مهمی از رای‌دهندگان را شناسایی کنید که به احتمال قوی با پیام مبارزاتی‌تان متقاعد خواهد شد، در آن صورت قادر خواهید بود تلاش‌های تان را بر آن‌ها معطوف سازید و برای آنکه پیام خویش را تکرار کنید، از منابع بیشتر برخوردار خواهید بود، تا اینکه معلوم گردد که آن‌ها چز رأی دادن به نامزد انتخاباتی شما هیچ گزینه دیگری ندارند.
برای مثال، فرض کنید شما تشخیص می‌دهید که برای پیروزی در انتخابات باید با ۳۳٪ از رای‌دهندگان صحبت کنید. اگر بتوانید دقیقاً رای‌دهندگانی را که به احتمال زیاد این ۳۳٪ را تشکیل می‌دهند، شناسایی کنید، آنوقت مبارزات شما می‌تواند با یک سوم منابعی که برای مبارزه غیرهدفمند نیاز داشتید، به آن‌ها دسترسی پیدا کند. به عبارت دیگر، اگر مبارزه شما برای رسیدن به هر رای‌دهنده در بخش انتخاباتی یک بار منابع داشت، شما می‌توانستید تلاش‌های خویش را به رسیدن به حامیان احتمالی‌تان سه بار معطوف کنید.
کاندیداهای که به هدف‌گیری رای‌دهندگان وقت اختصاص نمی‌دهند، حق ندارند که از منابع مبارزاتی قلیل شکایت کنند.

## متقاعد ساختن رای‌دهندگان مورد نظر
در بخش بعدی، وقت زیادی صرف به بحث گرفتن پیام مبارزاتی تان خواهد شد؛ ولی قبل از آن، شما باید تعیین کنید که چه کسانی بهترین مخاطبین برای آن پیام خواهند بود. این امر شما را در تعیین اینکه چه می‌توانید بگویید تا آن‌ها را متقاعد سازد، یاری می‌کند.
قاعده مهمی که باید بخاطر داشت این است که زمانی‌که یک حزب یا نامزد انتخاباتی تلاش می‌کند تا به مخاطبین گسترده‌تر برسد، پیام آن حزب یا نامزد انتخاباتی برای هر بخش از مخاطبین غیر مؤثر و ضعیف تر می‌گردد. در نهایت، حزب یا کاندیدای که هرچیز را به هر شخص وعده می‌دهد، پیام پوچی دارد که هیچ رای‌دهنده آن را معتبر و گیرا نمی‌یابد.
از این‌رو، هدف هدف‌گیری باید عبارت باشد از تمرکز تلاش مبارزاتی بر یک دسته از رای‌دهندگانی که می‌توانند تعداد آرای را که شما در هدف مبارزاتی تان در گام دوم تعیین نمودید، تأمین کنند. در صورتی‌که تعداد مخاطبین مورد نظرتان خیلی محدود باشد، برای پیروزی آرای کافی تان بدست نخواهید آورد. اگر تعداد مخاطبین مورد نظر تان خیلی وسیع باشد، از قوت پیام‌تان کاسته شده، و نامزدان با تمرکز بهتری بخش‌های از پیام - و هیئت انتخاب‌کننده – را از چنگ شما خواهند ربود.
به‌صورت عمومی، سه نوع رای‌دهنده وجود دارد:
حامیان شما، حامیان رقیبان شما و رای‌دهندگانی که در وسط قرار دارند و هنوز تصمیم نگرفته‌اند.
حامیان‌تان کسانی اند که قبلاً تصمیم گرفته‌اند به شما رأی بدهند. حامیان رقیبان تان افرادی اند که قبلاً تصمیم گرفته‌اند به رقیبان‌تان رأی دهند. به رای‌دهندگانی که در وسط قرار دارند و هنوز تصمیم نگرفته‌اند و باید متقاعد شوند تا به یک نامزد انتخاباتی رأی دهند، رای‌دهندگان متقاعد شونده گفته می‌شود. بخشی از این رای‌دهندگان متقاعد شونده است که شما می‌خواهید آن‌ها را هدف قرار دهید و پیام‌تان را به آن‌ها برسانید. به خاطر داشته باشید که مبارزه سیاسی یک روند افهام و تفهیم است.

## نحوه هدف‌گیری رای‌دهندگان
بعد از آنکه تشخیص دادید که باید تنها حدود نصف از هیئت انتخاب‌کننده یا کمتر از آن را متقاعد سازید تا برای نامزد انتخاباتی شما رأی دهند، باید درک کنید که چه چیز رای‌دهندگان بالقوه شما را از دیگران متمایز می‌سازد. دو راهی برای تعیین آن وجود دارد: جغرافیایی و هدف‌گیری جمعیتی. بسیاری از مبارزات از ترکیب این دو شیوه استفاده می‌کنند.

### هدف‌گیری جغرافیایی
هدف‌گیری جغرافیایی عبارت از آن است که تشخیص دهید چه کسانی به کاندیدای شما رأی خواهند داد با توجه به اینکه کجا زندگی می‌کنند. برای مثال، فرض می‌کنیم که کاندیدای «الف» در شهر «الف» زندگی می‌کند و در میان همسایگانش مشهور و محبوب است. کاندیدای «ب» در شهر «ب» زندگی می‌کند و در میان همسایگانش مشهور و محبوب است. اکثر حامیان کاندیدای «الف» از شهر «الف» خواهند بود و او باید به شهر «ج» برود تا ساکنان آن را که هنوز به هیچ کاندیدای تعهد نه سپرده‌اند که بهترین کاندیدا هست، متقاعد سازد. اگر او به شهر «ب» برود و سعی کند ساکنان آن و همسایگان کاندیدای «ب» را متقاعد سازد که به وی رأی دهند، نادان بوده و وقت خود راضایع خواهد کرد.
این یک مثال بسیار ساده است، هرچند در بعضی انتخابات هدف‌گیری نیز خیلی آسان است. بسا اوقات، مبارزات باید به انتخابات گذشته بنگرد تا عملکرد گذشته، قانع شدنی بودن رای‌دهندگان و تعداد شرکت کنندگان متوقعه در انتخابات را تشخیص دهد. این امر در جاییکه اطلاعات در زمینه انتخابات گذشته در سطح بخش می‌تواند اخذ شود، به بهترین وجه می‌تواند صورت گیرد.
عملکرد گذشته فیصد آرای است که نامزد شما، حزب شما یا نامزد مشابه در انتخابات گذشته بدست آوردند. حوزه‌های انتخاباتی که عملکرد بالا داشته باشد، حامیان بسیار احتمالی شما را در برخواهد داشت. از لحاظ تئوریک، مبارزات نباید منابع را صرف حوزه‌های با عملکرد بالا، کند؛ در کل، خیلی معقول نخواهد بود اگر در جهت قانع ساختن رای‌دهندگانی که قبلاً به شما رأی می‌دهند، تلاش به خرج دهید. اما، اکثر نامزدان باید بعضی از منابع را در حوزه‌های به مصرف برسانند که دارای تاریخ رأی دادن برای نامزدان و احزاب دموکراتیک می‌باشد تا پایه‌های حمایت خویش را قبل از رسیدن به حامیان بالقوه دیگر، استحکام بخشند.
متقاعدشدنی بودن رای‌دهندگان عبارت است از فیصدی از رای‌دهندگان در یک حوزه که به شکل همسان رأی نمی‌دهند. این در واقع تفاوت در فیصدی آرا برای کاندیداهای مشابه در یک انتخابات یا در دو انتخابات متوالی است. رای‌دهندگان یا به نامزدهای مختلف رأی می‌دهند (به کاندیداهای گرایش‌های مختلف در یک انتخابات رأی می‌دهند) یا رأی شان را تغییر می‌دهند (به کاندیداهای گرایش‌های مختلف در جریان دو انتخابات یا بیشتر رأی می‌دهند).
در ایالات متحده آمریکا، بخش‌های «رای‌دهنده به نامزدهای مختلف» بخش‌های هستند که در یک انتخابات هم به بیل کلینتون دموکرات برای ریاست جمهوری رأی دادند و هم به عضو جمهوریخواه کنگره. در روسیه، بخش‌های «تغییر دهنده رای» بخش‌های هستند که در یک انتخابات به عضو کمونیست دوما رأی دادند و در انتخابات بعدی که در جریان کمتر از یک سال برگزار گردید، به رئیس‌جمهور یلتسین (Yeltsin) رأی دادند.
به‌طور عموم چنین پنداشته می‌شود که «رای‌دهندگان به نامزدهای مختلف» و «تغییر دهندگان رای» رای‌دهندگانی هستند که به احتمال قوی با تلاش‌های مبارزاتی متقاعد می‌گردند؛ بنابراین دلیل، اکثر مبارزات بسیاری از تلاش‌های - پوستر، دروازه به دروازه و غیره- خویش را بر حوزه‌های با ترغیب‌پذیری بالا، صرف می‌کنند. بدین گونه، این استراتژی معنا پیدا می‌کند.
تعداد شرکت کنندگان متوقعه در انتخابات را می‌توان از طریق فیصدی رای‌دهندگانی که در انتخابات مشابه اخیر شرکت کردند بودند، تعیین کرد. بی‌معنی خواهد بود اگر منابع مبارزاتی صرف افرادی گردد که رأی نخواهند داد، بنابراین، مبارزات شما باید منابع بیشتر را روی حوزه‌هایی صرف کند که از سابقه میزان بالای شرکت کنندگان در انتخابات برخوردارهستند.
ضمیمه ج نگاه مفصل تری به متدلوژی مورد استفاده در سنجش «شرکت کنندگان در انتخابات»، «عملکرد» و «ترغیب پذیری» در یک حوزه انتخاباتی می‌اندازد. شما باید تعیین کنید که کدام فرمول به معقول‌ترین شیوه با منطقه یا انتخابات شما قابل تطبیق است. بعد از آنکه روی یک فرمول تصمیم گرفتید، در آن صورت می‌توانید محاسبات ریاضی را انجام داده یا داده‌های رأی دهی در سطح حوزه را به صفحه گسترده (spreadsheet) رایانه وارد کرده و برای هر حوزه یک میزان از شرکت کنندگان در انتخابات، عملکرد، و ترغیب‌پذیری را تعیین کنید.